# Carl Solomon
Carl Solomon (30 de marzo de 1928 - 1993) fue un escritor estadounidense.

## Biografía
Nació en el Bronx, Nueva York. La muerte de su padre en 1939 tuvo un efecto profundamente negativo en su vida temprana. Salomón se refirió en este sentido de la siguiente manera: "...caí en la indisciplina y en una aventura intelectual que con el tiempo se convirtió en una completa confusión". Se graduó de la escuela secundario a los quince años de edad, para luego estar por un corto tiempo en el City College de Nueva York y posteriormente unirse a la marina de Estados Unidos en 1944. En sus viajes al extranjero llegó a ser influido por el surrealismo y el dadaísmo, ideas que lo inspirarían a lo largo de toda su vida. En París, fue testigo de un recital de poesía de Antonin Artaud hecho que lo impresionó tanto que seguiría siendo un discípulo de Artaud durante gran parte de su vida. Poco tiempo después decidió internarse voluntariamente en el hospital psiquiátrico del estado de Nueva York, gesto que lo desacreditó como símbolo del dadaísmo. 
Fue en ese hospital donde conoció a Allen Ginsberg, que estaba internado allí como una alternativa a la cárcel, por su confusa participación en algunos pequeños robos y fue na través de él que Solomon ganaría su fama. Ginsberg, más tarde, dedicó su poema Aullido a Solomon, donde en la tercera sección del poema se dirige a él, explícitamente  por su nombre. En el poema, usa la frase "estoy contigo en Rockland", como un estribillo a cada línea en esa sección. La primera parte del poema inmortaliza algunas de las hazañas personales de Solomon, como se observa en la línea, "... que arrojaban ensalada de patatas a los conferenciantes de la CCNY sobre el Dadaísmo y subsiguientemente se presentaban sobre los escalones de granito del manicomio con las cabezas afeitadas y un arlequinesco discurso sobre el suicidio, exigiendo una lobotomía al instante...”.
La amistad entre Ginsberg y Solomon que nació y creció en el hospital psiquiátrico duró hasta que los dos eran adultos. Durante el tiempo que compartieron juntos en el hospital psiquiátrico, discutieron sobre literatura, entre otras muchas cosas. Durante ese lapso, Solomon escribió cartas a figuras públicas de la época que nunca envío.
Uno de los escritos más conocidos de Solomon es el Report from the Asylum: Afterthoughts of a Shock; que trata sobre la terapia de choque se utilizaba para tratar a los pacientes en los hospitales psiquiátricos, a partir de su experiencia personal. Fue escrito pensando en Antonin Artaud porque recibió el mismo tratamiento que él, cuando fuera internado injustamente en el hospital psiquiátrico,  por el gobierno francés. Esta pieza fue incluida en el cincuenta aniversario de el  Aullido, como parte de un apéndice.
A finales de 1960, Solomon publicó dos pliegos de poemas en prosa con Mary Beach's Beach Books, Texts & Documents, distribuido por City Lights Books: Mishaps, Perhaps (1966) y More Mishaps (1968). Emergency Messages (publicado en 1989), cuenta con selección de texto de los dos libros, junto con algunos escritos autobiográficos, escritos críticos y poéticos. Durante su vida, Solomon fue también un frecuente colaborador de New Directions Annual, American Book Review y The New Leader.
- Datos: Q2067365